# Mulay al-Rashid
Mawlay o Mulay al-Rashid ibn Sharif (Mulay Muhammad Rashid ibn Sherif, àrab: الرشيد بن علي الشريف, Tafilalt 1631- Marraqueix 1672) fou sultà del Marroc (vers 1666-1672) de la dinastia alauita. Era fill del caid de Tafilelt Sultan Abul Amlak Sidi Muhammad I al-Sharif ibn Ali.
Fou el veritable fundador de la dinastia alauita. Vers el 1650 Mulay al-Rashid es va revoltar contra el seu germà (germanastre) Mulay Muhammad II, amb el suport dels àrabs de l'Angad, però fou derrotat i va abandonar el Tafilelt anant de poble en poble. A la kasba d'Ibn Mechad hi havia un jueu ric de nom Ibn Mashal al que va aconseguir portar a un parany i apoderar-se de les seves riqueses amb les que va formar una banda militar i amb aquesta força militar i els diners es va poder instal·lar al Marroc oriental i va obtenir el suport dels àrabs Makil i els amazics Ayt Isnassen i va engrandir el seu domini.
Davant l'increment del seu poder, el seu germà va témer un atac a Sigilmasa, i va presentar batalla a la plana d'Angad, en la qual Mulay Muhammad II ibn Sharif, va morir (2 d'agost de 1664) i les seves forces es van passar a Mulay al-Rashid. Poc després s'apoderava de Taza on es va proclamar sultà el 22 d'octubre de 1664. Va iniciar tot seguit la lluita contra els grups marabuts que dominaven la costa atlàntica sotmetent el nord del país.
El 1666 es va dirigir contra Fes on es disputaven el poder els Lamtuna manats per Ibn Seghir i els andalusins manats per Ibn Salah; a Fez la Nova el poder havia anat a mans d'un home anomenat Al-Daridi. Els habitants de Fes davant el perill es van unir i van oferir resistència, però al-Rashid va llençar la cavalleria i la infanteria una vegada i una altra fins que va entrar per la força a la ciutat vella (4 de juny de 1666) sent jurat pels habitants el mateix dia, i després va ocupar Fez la Nova on es va proclamar sultà el 6 de juny de 1666. A Fes va establir la seva capital fent donacions als notables i imposant la llei religiosa el que li comportar el suport de la població. Després de vèncer Khadir Ghaïlan les ciutats de Tetuan, Kasr al-Kabir i República de Salé li van jurar. Tot seguit va marxar contra la zawiya d'al-Dila; els dos exèrcits van xocar a Batn al-Rumman entre el 10 i el 20 de juny de 1668 i la victòria fou per al-Rashid. Dila fou ocupada poc després i Abu Abd Allah Muhammad al-Hadjdj fou fet presoner i desterrat, passant els seus territoris a control d'al-Rashid.

Marraqueix fou ocupada el 7 de setembre de 1668 i la tribu Shabana que hi exercia el control fou delmada; molts dels seus membres van haver de fugir a les muntanyes inaccessibles de la rodalia de Marràqueix; el caid Abu Bakr ibn Abd al-Karim i els seus cosins foren capturats i després executats. El 1669 va dominar el Sus i l'Anti Atles, obligant a Abu Abd Allah Muhamamd ibn Ali, el caid del Sus, a fugir a Ilegh.
Entre les seves construccions la madrassa Sharratin, la kasbah de Shrarda a Fes, i la kasbah d'Oudaya a Rabat.
Va morir d'una caiguda de cavall a Marraqueix el 9 d'abril de 1672 quan la seva obra restava a consolidar i el va succeir el seu germà Mulay Ismail.